# 37. Division (Deutsches Kaiserreich)
Die 37. Division war ein Großverband der Preußischen Armee.

## Gliederung
Die Division war Teil des XX. Armee-Korps.

### Friedensgliederung
- 73. Infanterie-Brigade in Lyck
  - 2. Masurisches Infanterie-Regiment Nr. 147 in Lyck und Lötzen (III. Bataillon)
  - 2. Ermländisches Infanterie-Regiment Nr. 151 in Sensburg und Bischofsburg (II. Bataillon)
- 75. Infanterie-Brigade in Allenstein
  - 1. Masurisches Infanterie-Regiment Nr. 146 in Allenstein
  - 1. Ermländisches Infanterie-Regiment Nr. 150 in Allenstein
- 37. Kavallerie-Brigade in Allenstein
  - Dragoner-Regiment „König Albert von Sachsen“ (Ostpreußisches) Nr. 10 in Allenstein
  - Dragoner-Regiment „von Wedel“ (Pommersches) Nr. 11 in Lyck
- 37. Feldartillerie-Brigade in Allenstein
  - 1. Masurisches Feldartillerie-Regiment Nr. 73 in Allenstein
  - 2. Masurisches Feldartillerie-Regiment Nr. 82 in Rastenburg und Arys (I. Abteilung, vorläufig)
- Landwehr-Inspektion Allenstein

### Kriegsgliederung bei Mobilmachung
- 73. Infanterie-Brigade
  - 2. Masurisches Infanterie-Regiment Nr. 147
  - 2. Ermländisches Infanterie-Regiment Nr. 151
  - Jäger-Bataillon „Graf Yorck von Wartenburg“ (Ostpreußisches) Nr. 1
- 75. Infanterie-Brigade
  - 1. Masurisches Infanterie-Regiment Nr. 146
  - 1. Ermländisches Infanterie-Regiment Nr. 150
- Dragoner-Regiment „von Wedel“ (Pommersches) Nr. 11
- 37. Feldartillerie-Brigade
  - 1. Masurisches Feldartillerie-Regiment Nr. 73
  - 2. Masurisches Feldartillerie-Regiment Nr. 82
- 1. Kompanie/Pionier-Bataillon Nr. 26

### Kriegsgliederung vom 19. August 1918
- 73. Infanterie-Brigade
  - 2. Masurisches Infanterie-Regiment Nr. 147
  - 1. Ermländisches Infanterie-Regiment Nr. 150
  - 2. Ermländisches Infanterie-Regiment Nr. 151
  - MG-Scharfschützen-Abteilung Nr. 57
  - 3. Eskadron/Jäger-Regiment zu Pferde Nr. 10
- Artillerie-Kommandeur Nr. 37
  - 1. Masurisches Feldartillerie-Regiment Nr. 73
  - II. Bataillon/Fußartillerie-Regiment Nr. 16
- Pionier-Bataillon Nr. 134
- Divisions-Nachrichten-Kommandeur Nr. 37

## Geschichte
Die Division wurde am 1. April 1899 errichtet und hatte ihr Hauptquartier in Allenstein. Sie war bei Ausbruch des Ersten Weltkriegs zunächst an der Ostfront im Einsatz und wurde dann bis Anfang Januar 1917 an die Westfront verlegt. Nach dem Waffenstillstand von Compiègne marschierte der Großverband in die Heimat zurück, wurde dort bis März 1919 demobilisiert und schließlich aufgelöst.

### Gefechtskalender

#### 1914
- 31. Juli bis 7. August – Grenzschutz gegen Russland
  - 3. bis 9. August – Grenzschutzgefechte
- 23. bis 31. August – Schlacht bei Tannenberg
- 05. bis 15. September – Schlacht an den Masurischen Seen
- 24. September bis 8. Oktober – Kämpfe bei Warschau
- 09. bis 19. Oktober – Schlacht bei Warschau
- 21. bis 25. Oktober – Nowe-Miasto
- 22. bis 28. Oktober – Kämpfe an der Pilica
- 14. bis 15. November – Schlacht bei Kutno
- 16. November bis 15. Dezember – Schlacht bei Lodz
- ab 18. Dezember – Schlacht an der Rawka-Bzura

#### 1915
- bis 30. Januar 1915 – Schlacht an der Rawka-Bzura
- 12. Februar bis 27. März – Kämpfe am Omulew
- 16. März bis 12. Juli – Stellungskämpfe zwischen Orzyc und Szkwa
- 13. bis 17. Juli – Durchbruchsschlacht bei Przasnysz
- 18. bis 22. Juli – Verfolgungskämpfe zum unteren Narew
- 22. bis 27. Juli – Narewübergang südöstlich Ostrolenka
- 23. Juli bis 3. August – Schlacht am Narew
- 03. August – Einnahme von Ostrolenka
- 04. bis 7. August – Schlacht am Orz
- 08. bis 10. August – Schlacht bei Ostrow
- 11. bis 12. August – Schlacht bei Tschishew-Sambrow
- 13. bis 18. August – Verfolgungskämpfe am oberen Narew und Nurzec
- 17. bis 23. August – Kämpfe um den Narewübergang in der Linie Suraz-Ugowo-Baciuty-Waniewo
- 19. bis 25. August – Schlacht bei Bielsk
- 24. bis 26. August – Kämpfe bei Białystok, Knyszyn und am Berezowia-Abschnitt
- 26. August – Einnahme von Bialystok
- 27. August bis 2. September – Eroberung von Grodno
- 01. bis 30. September – Verfolgung vom Njemen zur Beresina
- 03. Oktober bis 2. November – Stellungskämpfe zwischen Krewo-Smorgon-Narotsch-Tweretsch
- ab 2. November – Stellungskämpfe vor Dünaburg

#### 1916
- bis 7. Dezember – Stellungskämpfe vor Dünaburg
- ab 7. Dezember – Reserve der OHL und Transport nach dem Westen

#### 1917
- bis 6. Januar – Reserve der OHL und Transport nach dem Westen
- 06. Januar bis 3. Mai – Stellungskampf im Oberelsass
- 03. bis 27. Mai – Doppelschlacht an der Aisne und in der Champagne
- 28. Mai bis 23. Oktober – Stellungskämpfe am Chemin des Dames
- 24. Oktober bis 2. November – Nachhutkämpfe an und südlich der Ailette
- ab 3. November – Stellungskämpfe nördlich der Ailette

#### 1918
- bis 17. März – Stellungskämpfe nördlich der Ailette
- 17. bis 20. März – Ruhezeit hinter der 18. Armee
- 21. März bis 6. April – Große Schlacht in Frankreich
- 21. bis 22. März – Durchbruchsschlacht bei St. Quentin-La Fère
- 07. April bis 27. Mai – Kämpfe an der Avre und bei Montdidier und Noyon
- 27. Mai bis 13. Juni – Schlacht bei Soissons und Reims
- 14. Juni bis 4. Juli – Stellungskämpfe zwischen Oise, Aisne, Marne
- 05. bis 14. Juli – Stellungskämpfe zwischen Aisne und Marne
- 15. bis 17. Juli – Angriffsschlacht an der Marne und in der Champagne
- 18. bis 23. Juli – Abwehrschlacht zwischen Soissons und Reims
- 26. Juli bis 3. August – Bewegliche Abwehrschlacht zwischen Marne und Vesle
- 11. August bis 25. September – Stellungskämpfe vor Verdun
- 26. September bis 11. November – Abwehrschlacht in der Champagne und an der Maas
- ab 12. November – Räumung des besetzten Gebietes und Marsch in die Heimat

## Kommandeure
| Dienstgrad      | Name                          | Datum                                                 |
| --------------- | ----------------------------- | ----------------------------------------------------- |
| Generalleutnant | Ernst von Reichenau           | 01. April 1899 bis 8. April 1901                      |
| Generalleutnant | Friedrich von Bock und Polach | 09. April 1901 bis 17. Februar 1902                   |
| Generalleutnant | Alexander von Kluck           | 18. Februar 1902 bis 2. Oktober 1906                  |
| Generalmajor    | Emil von Scotti               | 03. bis 15. Oktober 1906 (mit der Führung beauftragt) |
| Generalleutnant | Emil von Scotti               | 16. Oktober 1906 bis 26. April 1908                   |
| Generalleutnant | Thilo von Westernhagen        | 02. Mai 1908 bis 2. April 1911                        |
| Generalleutnant | Max von Bahrfeldt             | 03. April 1911 bis 3. Juli 1913                       |
| Generalleutnant | Hermann von Staabs            | 04. Juli 1913 bis 30. Juni 1915                       |
| Generalmajor    | Gustav von Hollen             | 01. Juli 1915 bis 21. Juli 1916                       |
| Generalmajor    | Max von Müller                | 22. Juli 1916 bis 17. Juni 1917                       |
| Generalmajor    | Rüdiger von der Goltz         | 18. Juni 1917 bis 25. Februar 1918                    |
| Generalmajor    | Walter von Eberhardt          | 27. Februar bis 29. Dezember 1918                     |
| Generalmajor    | Gustav von Lambsdorff         | 30. Dezember 1918 bis 18. März 1919                   |